# Blighia
Blighia is een geslacht uit de zeepboomfamilie (Sapindaceae). De soorten komen voor in tropisch en zuidelijk Afrika.

## Soorten
- Blighia sapida K.D.Koenig
- Blighia unijugata Baker
- Blighia welwitschii (Hiern) Radlk.

... · 
Acer (Esdoorn) · 
Aesculus (Paardenkastanje) · 
Alectryon · 
Allophylus · 
Atalaya · 
Dimocarpus · 
Harpullia · 
Litchi (Lychee) · 
Paullinia · 
Sapindus (Zeepnotenboom) · 
Talisia · 
Zanha · 
...